# St. Elisabeth (Roßbach)

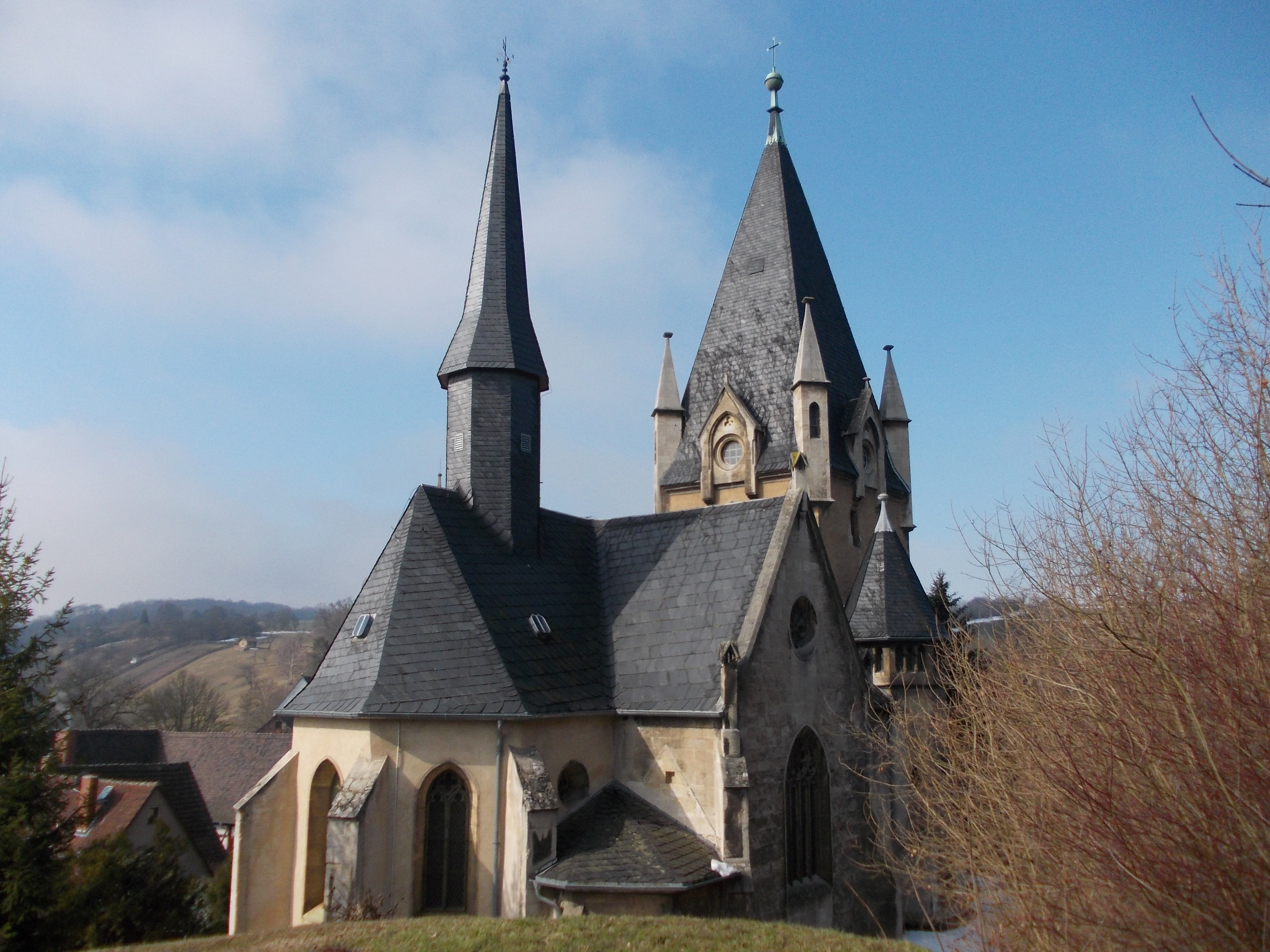
Ansicht von Nordosten

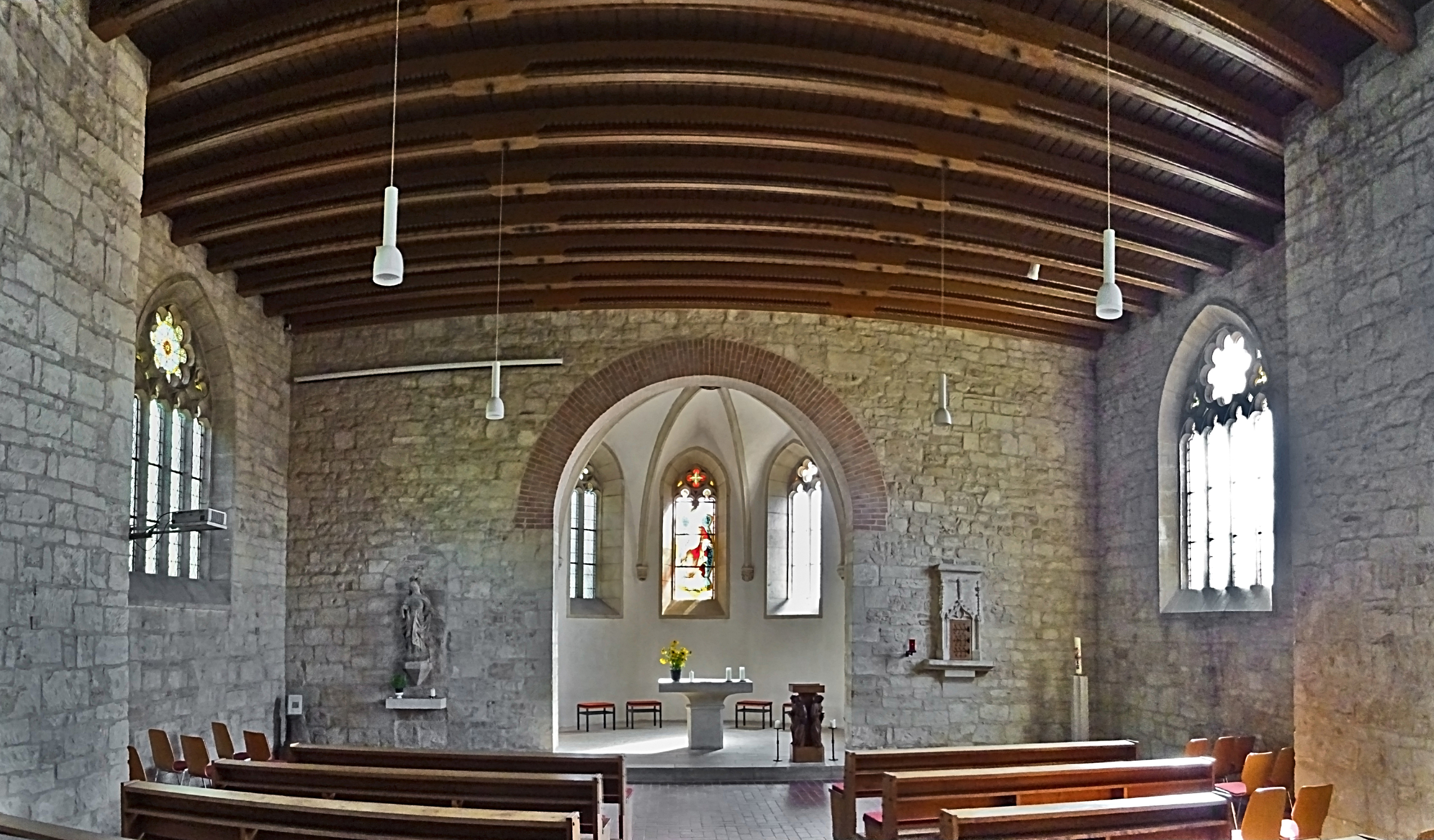
Innenansicht

Sankt Elisabeth ist die römisch-katholische Kirche in Roßbach, einem Ortsteil der Stadt Naumburg (Saale) im Burgenlandkreis in Sachsen-Anhalt. Die nach der heiligen Elisabeth von Thüringen benannte Kirche gehört heute als Jugendkirche zur benachbarten Jugendbildungsstätte St.-Michaels-Haus und steht auf dem Gebiet der Pfarrei St. Peter und Paul mit Sitz in Naumburg (Saale) im Dekanat Merseburg des Bistums Magdeburg. Das Kirchengebäude steht als Baudenkmal unter der Erfassungsnummer 094 81308 unter Denkmalschutz.

## Geschichte
Die Kirche hat ihren Ursprung im 13. Jahrhundert, die erste bekannte Erwähnung einer Kirche in Roßbach erfolgte im Jahre 1356.
Durch die Reformation wurden Roßbach und seine Kirche lutherisch. Nachdem das Kirchenschiff und der obere Teil des Kirchturms in den Jahren 1897/98 neugebaut worden waren, erfolgte 1898 die Wiedereinweihung des Gotteshauses als evangelische Kirche.
Infolge der Flucht und Vertreibung Deutscher aus Mittel- und Osteuropa 1945–1950 ließen sich wieder Katholiken im Raum Roßbach nieder, sodass es am 1. Dezember 1946 zur Gründung einer katholischen Kirchengemeinde in Roßbach kam. Ihr Seelsorger nahm Wohnung im Haus Bergfrieden. Zuvor gehörten die Katholiken in Roßbach zur Pfarrei Naumburg. Pfarrer Sommer war Seelsorger für die Ordensschwestern im Haus Bergfrieden sowie die Roßbacher Katholiken. Erst später, als Roßbach bereits ein Ortsteil von Kleinjena war, wurde die Kirchengemeinde zur Kuratie Kleinjena Ot. Roßbach erhoben.
Die Kirche wurde nun für evangelische und katholische Gottesdienste genutzt, von 1970 bis 1982 wurde sie renoviert. 1978/79 übernahm die katholische Kirche die St.-Elisabeth-Kirche von der evangelischen Kirchengemeinde. Die Umgestaltung des Kircheninneren zum katholischen Gotteshaus wurde durch den Künstler Werner Nickel vorgenommen. Am 19. November 1982, dem Fest der heiligen Elisabeth, nahm Weihbischof Theodor Hubrich die Kirchweihe der St.-Elisabeth-Kirche vor. Er vertrat den erkrankten Apostolischen Administrator Johannes Braun, der die Weihe eigentlich vollziehen sollte.
Am 1. März 2006 wurde der Gemeindeverbund Naumburg – Bad Kösen – Freyburg – Laucha – Osterfeld errichtet, zu dem auch Roßbach gehörte. Die Kuratie Kleinjena Ot. Roßbach war inzwischen aufgelöst und die St.-Elisabeth-Kirche der Kuratie Freyburg angeschlossen worden.
Aus dem Gemeindeverbund entstand am 2. Mai 2010 die heutige Pfarrei St. Peter und Paul mit Sitz in Naumburg, zu der neben der St.-Elisabeth-Kirche in Roßbach auch die Kirchen Christkönig in Bad Kösen und St. Peter und Paul in Naumburg sowie die Christkönigskapelle in Eckartsberga gehören. Die damals ebenfalls zur Pfarrei St. Peter und Paul gehörenden Kapellen in Freyburg, Klosterhäseler, Laucha an der Unstrut und Osterfeld wurden inzwischen profaniert.
Die St.-Elisabeth-Kirche wurde 2022 vom Naturschutzbund Deutschland als Lebensraum Kirchturm ausgezeichnet. Im Turm befinden sich Brutmöglichkeiten für Turmfalken.

## Architektur

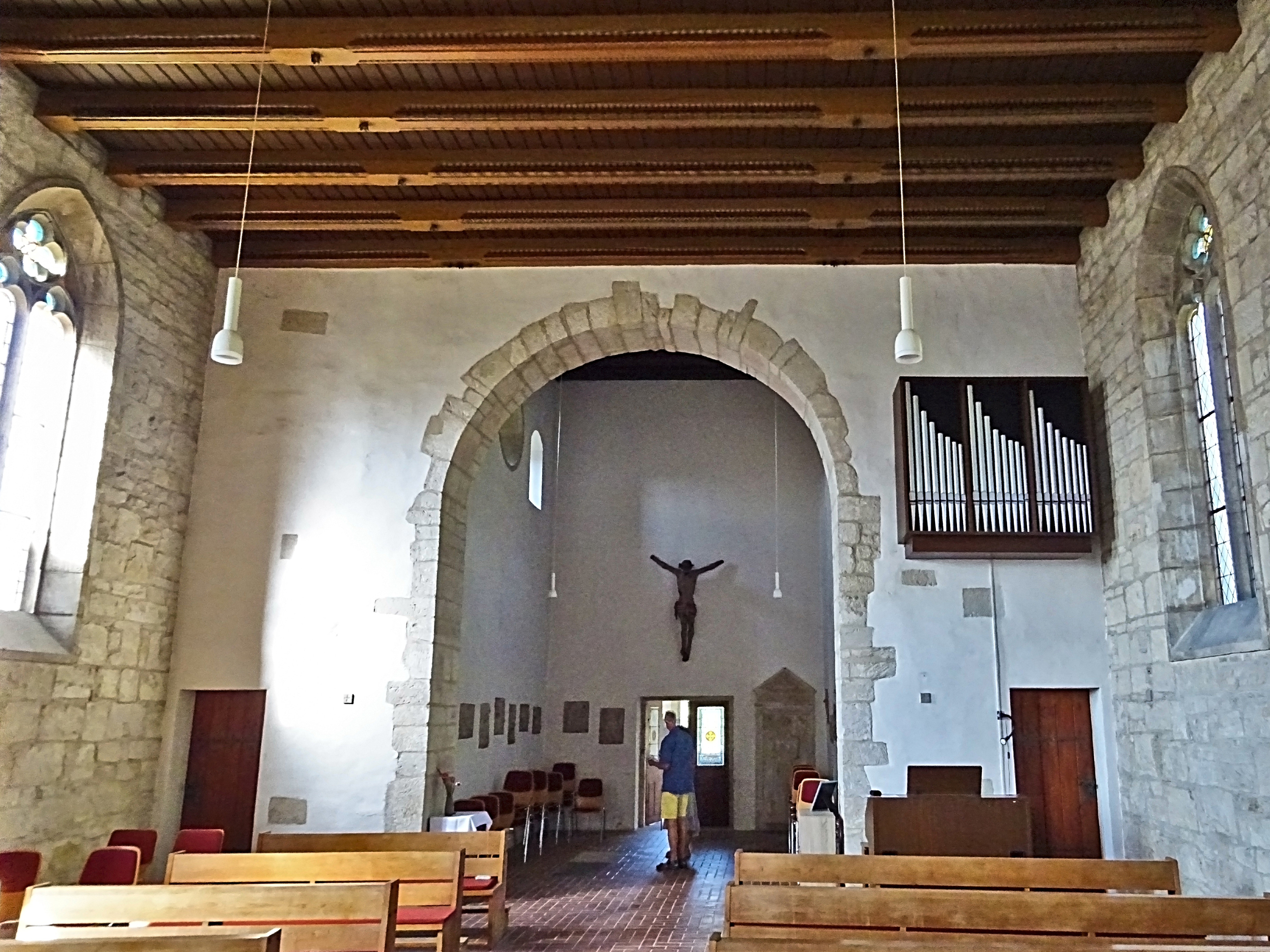
Westturmwand mit elektronischer Orgel

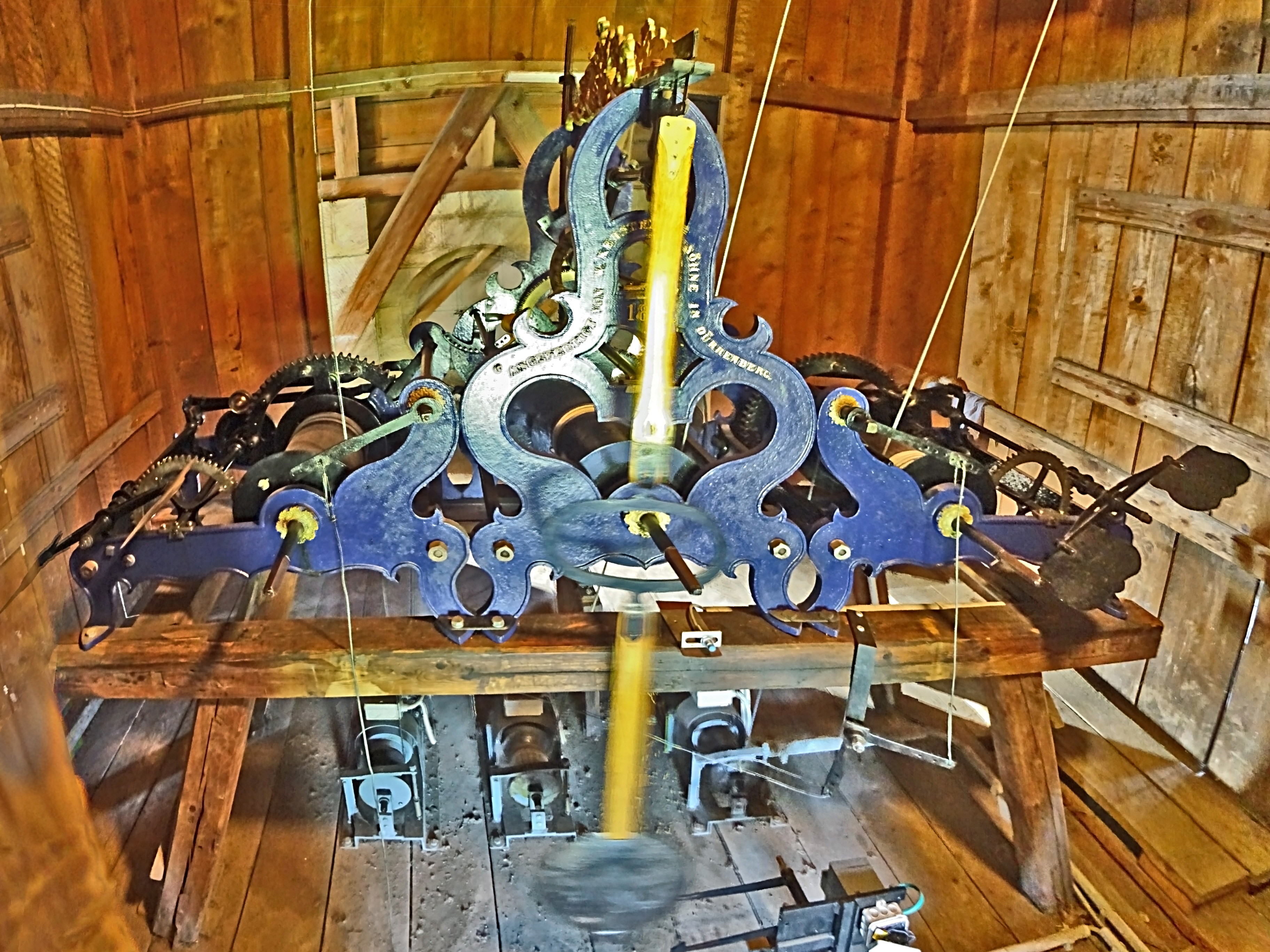
Historisches Turmuhrwerk

Die geostete Saalkirche steht auf einem kreuzförmigen Grundriss. Der Architekt Johann Gottfried Werner errichtete das Kirchenschiff im Baustil der Neugotik in den Jahren 1897/98. Der Unterteil des Turmes und der Chor sind von einer Vorgängerkirche aus der zweiten Hälfte des 15. Jahrhunderts erhalten. Das zentrale Buntglasfenster im Chorraum zeigt Jesus Christus.
Im Westturm sorgt das restaurierte Turmuhrwerk von W. Kersten & Söhne (Dürrenberg, 1863) für die zuverlässige Anzeige der Uhrzeit.

## Jugendbildungsstätte

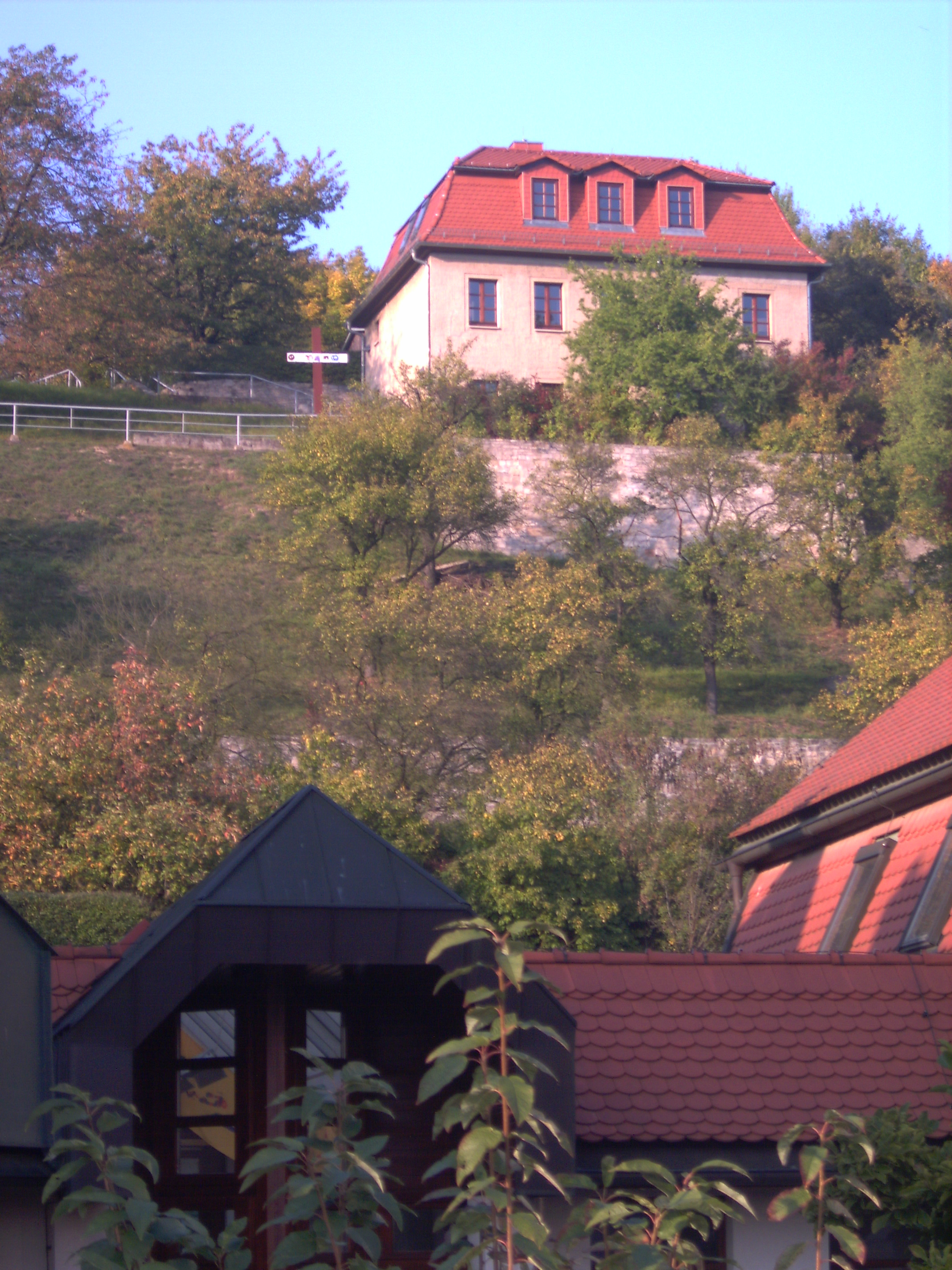
Jugendbildungsstätte mit Oberhaus

Auf dem Grundstück Roßbach Nr. 48 erfolgte 1905 durch Rentier Schunke der Bau einer Villa, dem Haus Bergfrieden, dem heutigen Unterhaus der Jugendbildungsstätte. Auf dem Grundstück, am Hang oberhalb des Hauses Bergfrieden, stand bereits ein Anfang des 18. Jahrhunderts erbautes Jagdhaus, das heutige Oberhaus, welches auch als Weinberghaus bezeichnet wurde. 1915 verkaufte Herr Schunke das gesamte Anwesen an Oberst Ralf Rando. Später wurde das Haus Bergfrieden noch erweitert.
Kurz vor Beginn des Zweiten Weltkriegs vermachte der damalige, schon hochbetagte Besitzer das Anwesen den Grauen Schwestern von der hl. Elisabeth, die in Halle (Saale) am St.-Elisabeth-Krankenhaus tätig waren. Er blieb im Haus wohnen und verstarb kurz vor dem Ende des Krieges.
Nachdem Anfang 1954 ein nächtlicher Einbruch in das Haus der Ordensschwestern erfolgt war, gaben diese das Anwesen in Roßbach auf. Noch im gleichen Jahr wurden die Immobilien durch das Erzbischöfliche Kommissariat Magdeburg übernommen, das darin die religiöse Bildungsstätte der Jugend des Erzbischöflichen Kommissariats Magdeburg einrichtete. Noch 1954 wurde das Haus als Bildungsstätte eröffnet. Das als Lehmbau erbaute und inzwischen baufällige Oberhaus wurde in der DDR teilweise abgetragen und als Massivbau neu errichtet.